# عمورية (الأردن)
العمورية هي مدينة تقع في محافظة عمان شمال الأردن.